# Onthophagus leucostigma
Onthophagus leucostigma är en skalbaggsart som beskrevs av Christian von Steven 1811. Onthophagus leucostigma ingår i släktet Onthophagus och familjen bladhorningar. Inga underarter finns listade i Catalogue of Life.